# 15 Year Killing Spree
15 Year Killing Spree – kompilacyjny box amerykańskiej grupy deathmetalowej Cannibal Corpse. Wydany został w 4 listopada 2003 roku nakładem Metal Blade Records. Na wydawnictwo złożyło się 3 płyty CD oraz jedna płyta DVD. Na płytach CD znalazły się nagrania demo, utwory koncertowe, a także interpretacje utworów takich jak: Black Sabbath, Razor czy Kreator. Z kolei na płycie DVD znalazł się m.in. pierwszy wstęp na żywo zespołu z 1989 roku, a także koncerty z Moskwy z 1993 i Hollywood z 2002 roku.

## Twórcy
Opracowano na podstawie materiału źródłowego.
| - Chris Barnes – śpiew - George „Corpsegrinder” Fisher – śpiew - Pat O’Brien – gitara prowadząca, gitara rytmiczna - Rob Barrett – gitara prowadząca, gitara rytmiczna - Jack Owen – gitara prowadząca, gitara rytmiczna - Bob Rusay – gitara prowadząca, gitara rytmiczna - Alex Webster – gitara basowa - Paul Mazurkiewicz – perkusja - Colin Richardson – produkcja, miksowanie - Dennis Fura – produkcja |  | - Jim Morris – produkcja, miksowanie, inżynieria, mastering - Neil Kernon – produkcja, miksowanie - Scott Burns – produkcja, inżynieria, miksowanie, mastering - Timothy R. Powell – inżynieria - Skinner Ways – asystent inżyniera - Justin Leeah – inżynieria - Eddy Schreyer – mastering - Mike Fuller – mastering - Ramón Bretón – mastering - Brad Vance – remastering |

## Lista utworów
Opracowano na podstawie materiału źródłowego.
| Disc 1 – Best of Volume 1 |
| --- |
| 1. „Shredded Humans” (Chris Barnes, Paul Mazurkiewicz, Jack Owen, Bob Rusay, Alex Webster) – 05:11 2. „Put Them To Death” (Bob Rusay, Alex Webster) – 01:48 3. „Born In A Casket” (Barnes, Mazurkiewicz, Owen, Rusay, Webster) – 03:19 4. „A Skull Full Of Maggots” (Barnes, Mazurkiewicz, Owen, Rusay, Webster) – 02:06 5. „Gutted” (Barnes, Mazurkiewicz, Owen, Rusay, Webster) – 03:15 6. „Covered With Sores” (Barnes, Mazurkiewicz, Owen, Rusay, Webster) – 03:17 7. „Vomit The Soul” (Barnes, Mazurkiewicz, Owen, Rusay, Webster) – 04:30 8. „Hammer Smashed Face” (Barnes, Mazurkiewicz, Owen, Rusay, Webster) – 04:04 9. „Addicted To Vaginal Skin” (Barnes, Mazurkiewicz, Owen, Rusay, Webster) – 03:32 10. „The Cryptic Stench” (Barnes, Mazurkiewicz, Owen, Rusay, Webster) – 03:58 11. „Staring Through The Eyes Of The Dead” (Barnes, Owen, Webster) – 03:30 12. „Stripped, Raped And Strangled” (Barnes, Rob Barrett, Owen, Webster) – 03:27 13. „The Pick-Axe Murders” (Barnes, Webster) – 03:03 14. „The Bleeding” (Barnes, Owen) – 04:20 15. „Zero The Hero” (Geezer Butler, Ian Gillan, Tony Iommi, Bill Ward) (cover Black Sabbath) – 06:35 |

| Disc 2 – Best of Volume 2 |
| --- |
| 1. „Devoured By Vermin” (Barrett, Webster) – 03:12 2. „Disfigured” (George Fisher, Webster) – 03:49 3. „Monolith” (Mazurkiewicz, Webster) – 04:25 4. „I Will Kill You” (Webster) – 02:48 5. „Sentenced To Burn” (Webster) – 03:07 6. „Gallery Of Suicide” (Mazurkiewicz, Owen, Webster) – 03:56 7. „Dead Human Collection” (Mazurkiewicz, O’Brien) – 02:30 8. „The Spine Splitter” (Mazurkiewicz, Owen) – 03:10 9. „Pounded Into Dust” (Webster) – 02:17 10. „I Cum Blood” (Barnes, Mazurkiewicz, Owen, Rusay, Webster) (live) – 04:06 11. „Fucked With A Knife” (Barnes, Webster) (live) – 02:27 12. „Unleashing The Bloodthirsty” (Webster) (live) – 04:15 13. „Meathook Sodomy” (Barnes, Mazurkiewicz, Owen, Rusay, Webster ) (live) – 05:16 14. „Savage Butchery” (Owen, Webster) – 01:51 15. „Pit Of Zombies” (Webster) – 03:59 16. „Sanded Faceless” (Mazurkiewicz, O’Brien) – 03:52 17. „Systematic Elimination” (Mazurkiewicz, O’Brien) – 02:52 |

| Disc 3 – wcześniej niepublikowany material |
| --- |
| 1. „A Skull Full Of Maggots” (Barnes, Mazurkiewicz, Owen, Rusay, Webster) (Demo) – 02:25 2. „The Undead Will Feast” (Barnes, Mazurkiewicz, Owen, Rusay, Webster) (Demo) – 03:01 3. „Scattered Remains, Splattered Brains” (Barnes, Mazurkiewicz, Owen, Rusay, Webster) (Demo) – 02:41 4. „Put Them To Death” (Barnes, Mazurkiewicz, Owen, Rusay, Webster) (Demo) – 01:53 5. „Bloody Chunks” (Barnes, Mazurkiewicz, Owen, Rusay, Webster) (Demo) – 02:26 6. „Unburied Horror” (Barnes, Webster) – 03:28 7. „Mummified In Barbed Wire” (Barnes, Webster) (Demo) – 03:07 8. „Gallery Of The Obscene” (Barnes, Webster) – 03:37 9. „To Kill Myself” (Barnes, Owen) – 03:41 10. „Bloodlands” (Barnes, Webster) (Demo) – 04:29 11. „Puncture Wound Massacre” (Barnes, Webster) (Demo) – 01:43 12. „Devoured By Vermin” (Barnes, Barrett, Webster) (Demo) – 03:11 13. „Chambers Of Blood” (Webster) (Demo) – 04:10 14. „Dismembered And Molested” (Owen, Webster) (Demo) – 01:57 15. „Gallery Of Suicide” (Mazurkiewicz, Webster) (Demo) – 03:58 16. „Unite The Dead” (Owen, Webster) (Demo) – 03:04 17. „Crushing The Despised” (Owen, Webster) (Demo) – 01:50 18. „Headless” (Mazurkiewicz, Webster) (Demo) – 02:26 19. „Bethany Home (A Place To Die)” (Dana Collins, Blaine Cook, Tommy Niemeyer, Alex Sibbald) (cover The Accüsed) – 03:19 20. „Endless Pain” (Roberto Fioretti, Mille Petrozza, Jürgen Reil) (cover Kreator) – 03:10 21. „Behind Bars” (Dave Carlo) (cover Razor) – 02:19 |

| Disc 4 – DVD |
| --- |
| First live Cannibal Corpse show 1989 1. „Scattered Remains, Splattered Brains” 2. „The Undead Will Feast” 3. „Escape the Torment” 4. „Bloody Chunks” 5. „Enter at Your Own Risk” 6. „Put Them to Death” 7. „A Skull Full of Maggots" „Butchered at Birth” studio footage 1991 1. „Drum Sessions & Bass Guitar Overdub" „Cannibal Corpse Eats Moscow Alive” 1993 1. „Shredded Humans” 2. „The Cryptic Stench” 3. „Meathook Sodomy” 4. „Edible Autopsy” 5. „I Cum Blood” 6. „Gutted” 7. „Entrails Ripped from a Virgin’s Cunt” 8. „Beyond The Cemetery” 9. „A Skull Full of Maggots" Live at The Palace, Hollywood, CA 2002 1. „From Skin to Liquid” 2. „Savage Butchery” 3. „Devoured by Vermin” 4. „Stripped, Raped and Strangled” 5. „Disposal of The Body” 6. „Pounded Into Dust” 7. „Addicted to Vaginal Skin” 8. „Meathook Sodomy” 9. „Pit of Zombies” 10. „Hammer Smashed Face” |